# Tetrorea longipennis
Tetrorea longipennis là một loài bọ cánh cứng trong họ Cerambycidae.